# Tổng thống Quần đảo Marshall
Tổng thống Quần đảo Marshall là người đứng đầu chính phủ và nguyên thủ quốc gia của Quần đảo Marshall. Tổng thống được bầu bởi Nitijela (cơ quan lập pháp), chọn từ bản thân các thành viên của cơ quan này. Tổng thống sẽ chỉ định Nội các là những người thuộc Nitijela.
Amata Kabua là vị tổng thống đầu tiên của nền cộng hòa hiện tại nhậm chức vào năm 1979. Sau đó, ông được bầu lại với nhiệm kỳ bốn năm vào các năm 1983, 1987, 1991 và 1996. Sau cái chết của Amata Kabua khi vẫn đương chức, người anh em họ của ông là Imata Kabua đắc cử tổng tống trong một cuộc bầu cử đặc biệt vào năm 1997. Casten Nemra, người được bầu và nhậm chức vụ này vào tháng 1 năm 2016, đã được kế nhiệm bởi Hilda Heine chỉ một tuần sau đó.

## Danh sách tổng thống Quần đảo Marshall
- Amata Kabua (tháng 11 năm 1979 - tháng 12 năm 1996)
- Kunio Lemari (quyền Tổng thống, tháng 12 năm 1996 - tháng 1 năm 1997)
- Imata Kabua (tháng 1 năm 1997 - tháng 1 năm 2000)
- Kessai Note (tháng 1 năm 2000 - tháng 1 năm 2008)
- Litokwa Tomeing (tháng 1 năm 2008 - tháng 10 năm 2009)
- Ruben Zackhras (quyền Tổng thống, tháng 10 - tháng 11 năm 2009)
- Jurelang Zedkaia (tháng 11 năm 2009 - tháng 1 năm 2012)
- Christopher Loeak (tháng 1 năm 2012 - tháng 1 năm 2016)
- Casten Nemra (11 - 28 tháng 1 năm 2016)
- Hilda Heine (tháng 1 năm 2016 - tháng 1 năm 2020)
- David Kabua (tháng 1 năm 2020 - tháng 1 năm 2024)
- Hilda Heine (tháng 1 năm 2024 - nay)